# Golden State Warriors 2009-2010
La stagione 2009-10 dei Golden State Warriors fu la 61ª nella NBA per la franchigia.
I Golden State Warriors arrivarono quarti nella Pacific Division della Western Conference con un record di 26-56, non qualificandosi per i play-off.

## Risultati
| Squadra               | V  | P  | %    | GB   |
| --------------------- | -- | -- | ---- | ---- |
| Los Angeles Lakers    | 57 | 25 | 69,5 | -    |
| Phoenix Suns          | 54 | 28 | 65,9 | 3,0  |
| Los Angeles Clippers  | 29 | 53 | 35,4 | 28,0 |
| Golden State Warriors | 26 | 56 | 31,7 | 31,0 |
| Sacramento Kings      | 25 | 57 | 30,5 | 32,0 |

## Roster
| N° | Naz.                               | Ruolo | Sportivo            | Anno | Alt. | Peso \|\| |
| -- | ---------------------------------- | ----- | ------------------- | ---- | ---- | --------- |
| 1  | Stati Uniti (bandiera)             | A     | Stephen Jackson     | 1978 | 203  | 99        |
| 2  | Stati Uniti (bandiera)             | A     | Acie Law            | 1985 | 191  | 88        |
| 4  | Stati Uniti (bandiera)             | A     | Anthony Randolph    | 1989 | 208  | 93        |
| 7  | Nigeria (bandiera)                 | G     | Kelenna Azubuike    | 1983 | 196  | 100       |
| 8  | Stati Uniti (bandiera)             | G     | Monta Ellis         | 1985 | 191  | 79        |
| 11 | Stati Uniti (bandiera)             | G     | Coby Karl           | 1983 | 196  | 98        |
| 15 | Lettonia (bandiera)                | C     | Andris Biedriņš     | 1986 | 211  | 109       |
| 18 | Isole Vergini Americane (bandiera) | G     | Raja Bell           | 1976 | 196  | 93        |
| 19 | Stati Uniti (bandiera)             | GA    | Devean George       | 1977 | 203  | 100       |
| 20 | Stati Uniti (bandiera)             | A     | Cartier Martin      | 1984 | 201  | 100       |
| 21 | Francia (bandiera)                 | A     | Ronny Turiaf        | 1983 | 208  | 113       |
| 22 | Stati Uniti (bandiera)             | G     | Anthony Morrow      | 1985 | 196  | 95        |
| 23 | Stati Uniti (bandiera)             | G     | C.J. Watson         | 1984 | 188  | 82        |
| 30 | Stati Uniti (bandiera)             | G     | Stephen Curry       | 1988 | 191  | 84        |
| 31 | Stati Uniti (bandiera)             | A     | Chris Hunter        | 1984 | 211  | 109       |
| 33 | Stati Uniti (bandiera)             | A     | Mikki Moore         | 1975 | 211  | 102       |
| 44 | Stati Uniti (bandiera)             | C     | Anthony Tolliver    | 1985 | 203  | 109       |
| 50 | Stati Uniti (bandiera)             | A     | Corey Maggette      | 1979 | 198  | 99        |
| 55 | Stati Uniti (bandiera)             | A     | Reggie Williams     | 1986 | 198  | 95        |
| 77 | Serbia (bandiera)                  | A     | Vladimir Radmanović | 1980 | 208  | 103       |

## Staff tecnico
- Allenatore: Don Nelson
- Vice-allenatori: Keith Smart, Stephen Silas, Russell Turner, Scott Roth, Larry Harris
- Vice-allenatore speciale: Calbert Cheaney
- Direttore dello sviluppo atletico: Mark Grabow
- Preparatore fisico: John Murray
- Preparatore atletico: Tom Abdenour